# Xyletobius cyphus
Xyletobius cyphus là một loài bọ cánh cứng thuộc họ Ptinidae.